# Wajsnory
Wajsnory (deutsch Weischnuren) ist ein Ort in der polnischen Woiwodschaft Ermland-Masuren. Er gehört zur Gmina Bartoszyce (Landgemeinde Bartenstein) im Powiat Bartoszycki (Kreis Bartenstein [Ostpr.]).

## Geographische Lage
Wajsnory liegt in der nördlichen Mitte der Woiwodschaft Ermland-Masuren, 16 Kilometer südlich der früheren und heute auf russischem Hoheitsgebiet gelegenen Kreisstadt Preußisch Eylau (russisch Bagrationowsk) bzw. 13 Kilometer westlich der heutigen Kreismetropole Bartoszyce (deutsch Bartenstein).

## Geschichte
1429 ist das Jahr der urkundlichen Ersterwähnung des seinerzeit Waysnorendorf genannten Ortes, der nach 1429 Weysnuren, nach 1437 Weisschnuren, nach 1762 Weischnur, um 1785 Weisschnur und nach 1820 Weischnuren genannt wurde. Bei der Bildung des Amtsbezirks Reddenau (polnisch Rodnowo) im ostpreußischen Kreis Preußisch Eylau wurde die Landgemeinde Weischnuren eingegliedert. Im Jahre 1910 zählte das Dorf 223 Einwohner.
Am 1. Oktober 1928 vergrößerte sich die Landgemeinde Weischnuren um den Nachbarort Kohsten, der bisher zum Amtsbezirk Worienen (polnisch Woryny) gehörte und nun nach  Weischnuren im Amtsbezirk Reddenau umgegliedert wurde. Die Einwohnerzahl der auf diese Weise neu formierten Gemeinde belief sich 1933 auf 253 und 1939 auf 243.
Als in Kriegsfolge 1945 das gesamte südliche Ostpreußen an Polen abgetreten wurde, erhielt Weischnuren die polnische Namensform „Wajsnory“. Heute ist der Ort Teil der Landgemeinde Bartoszyce (Bartenstein) im Powiat Bartoszycki (Kreis Bartenstein (Ostpr.)), von 1975 bis 1998 der Woiwodschaft Olsztyn, seither der Woiwodschaft Ermland-Masuren zugehörig. Die Zahl der Einwohner Wajsnorys belief sich im Jahre 2021 auf 117.

## Religion

### Christentum
Bis 1945 war Weischnuren in die evangelische Kirche Reddenau (polnisch Rodnowo) in der Kirchenprovinz Ostpreußen der Kirche der Altpreußischen Union, außerdem in die römisch-katholische Kirche Bartenstein (polnisch Bartoszyce) im damaligen Bistum Ermland eingepfarrt.
Heute gehört Wajsnory katholischerseits zur Pfarrei der Mutter Gottes vom Skapulier in Rodnowo im jetzigen Erzbistum Ermland, evangelischerseits zur Stadt Bartoszyce und der dortigen Filialgemeinde der Johanneskirche in Kętrzyn (Rastenburg) in der Diözese Masuren der Evangelisch-Augsburgischen Kirche in Polen.

## Verkehr
Wajsnory liegt an einer Nebenstraße, die von Rodnowo (Reddenau) in der Gmina Bartoszyce (Bartenstein) nach Bądze (Bensen) in der Gmina Górowo Iławeckie (Landsberg [Ostpr.]) führt. Außerdem endet in Wajsnory eine vom Nachbarort Wargielity (Worglitten) herführende Straße.
Eine Anbindung an den Bahnverkehr besteht nicht.